# Думбрэвени (Сибиу)
Думбрэвени (рум. Dumbrăveni, нем. Elisabethstadt, венг. Ebesfalva, Erzsébetváros) — город в Румынии в составе жудеца Сибиу.

## История
Впервые упоминается в документах в 1332 году под венгерским названием «Эбеш» (венг. Ebes). В последующие века он фигурирует в документах как «Эбешфальва» («деревня Эбеш»). В 1552 году его приобретает Дьёрдь Апафи и строит здесь замок, который уже в 1562 году подвергается нападению секеев. В 1590 году Николае Апафи перенёс в этот замок официальную резиденцию правителя области Балтэ-Тырнава. В 1632 году здесь родился Михай I Апафи, который в 1661 году стал князем Трансильвании.
С начала XVIII века населённый пункт официально стал городом и был переименован в «Элисабетополь» (венг. Erzsébetváros, нем. Elisabethstadt), но румыны продолжали использовать название «Ибашфалэу» (рум. Ibașfalău, румынское произношение старого венгерского названия). В 1783 году эти места посетил во время поездки по Трансильвании император Иосиф II, о чём была установлена памятная табличка в трактире (была убрана в 1989 году, а здание было перестроено в магазин).
После Первой мировой войны город перешёл в состав Румынии, и был официально переименован в «Думбрэвени».

## Известные уроженцы
- Михай I Апафи (1632—1690) — князь Трансильвании.
- Ян Антони де Поточки (1759—1832) — епископ Перемышльской епархии, ректор Львовского университета.